# 34388 Wylonis
34388 Wylonis este o planetă minoră (asteroid), cu un diametru de 2,27 km, din centura de asteroizi. A fost descoperită pe 2 septembrie 2000 la Experimental Test Site⁠(d) de Lincoln Near-Earth Asteroid Research. 
Obiectul prezintă o orbită caracterizată de o semiaxă mare de 2,2709335 UAi, o excentricitate de 0,11, o înclinație de 6,93872 ° în raport cu ecliptica.